# Be My Baby
«Be My Baby» — пісня гурту The Ronettes, випущена 1963 року. 
Вийшла в альбомі Presenting the Fabulous Ronettes, а також як сингл.
Потрапила до Списку 500 найкращих пісень усіх часів за версією журналу «Rolling Stone».